# Phymorhynchus chevreuxi
Phymorhynchus chevreuxi é uma espécie de gastrópode do gênero Phymorhynchus, pertencente a família Raphitomidae.